# Kaibab
Kaibab és una concentració de població designada pel cens dels Estats Units a l'estat d'Arizona. Segons el cens del 2000 tenia 275 habitants.

## Demografia
Segons el cens del 2000, Kaibab tenia 275 habitants, 88 habitatges, i 69 famílies La densitat de població era de 0,6 habitants/km².
Dels 88 habitatges en un 53,4% hi vivien nens de menys de 18 anys, en un 44,3% hi vivien parelles casades, en un 28,4% dones solteres, i en un 20,5% no eren unitats familiars. En el 19,3% dels habitatges hi vivien persones soles el 2,3% de les quals corresponia a persones de 65 anys o més que vivien soles. El nombre mitjà de persones vivint en cada habitatge era de 3,13 i el nombre mitjà de persones que vivien en cada família era de 3,53.
Per edats la població es repartia de la següent manera: un 44% tenia menys de 18 anys, un 8,7% entre 18 i 24, un 23,3% entre 25 i 44, un 20,4% de 45 a 60 i un 3,6% 65 anys o més.
L'edat mediana era de 22 anys. Per cada 100 dones de 18 o més anys hi havia 81,2 homes.
La renda mediana per habitatge era de 21.458 $ i la renda mediana per família de 22.679 $. Els homes tenien una renda mediana de 25.313 $ mentre que les dones 16.607 $. La renda per capita de la població era de 9.421 $. Aproximadament el 26,8% de les famílies i el 29,5% de la població estaven per davall del llindar de pobresa.

## Poblacions més properes
El següent diagrama mostra les poblacions més properes.